# Canton de Mende-2
Le canton de Mende-2 est une circonscription électorale française du département de la Lozère.

## Histoire
Un nouveau découpage territorial de la Lozère entre en vigueur à l'occasion des élections départementales de 2015. Il est défini par le décret du 25 février 2014, en application des lois du 17 mai 2013 (loi organique 2013-402 et loi 2013-403). Les conseillers départementaux sont, à compter de ces élections, élus au scrutin majoritaire binominal mixte. Les électeurs de chaque canton élisent au Conseil départemental, nouvelle appellation du Conseil général, deux membres de sexe différent, qui se présentent en binôme de candidats. Les conseillers départementaux sont élus pour 6 ans au scrutin binominal majoritaire à deux tours, l'accès au second tour nécessitant 12,5 % des inscrits au 1er tour. En outre la totalité des conseillers départementaux est renouvelée. Ce nouveau mode de scrutin nécessite un redécoupage des cantons dont le nombre est divisé par deux avec arrondi à l'unité impaire supérieure si ce nombre n'est pas entier impair, assorti de conditions de seuils minimaux. Dans la Lozère, le nombre de cantons passe ainsi de 25 à 13.
Le canton de Mende-2 est formé d'une fraction de la commune de Mende. Il est entièrement inclus dans l'arrondissement de Mende. Le bureau centralisateur est situé à Mende.

## Représentation
| Période élective | Période élective | Mandat | Mandat   | Identité                 | Nuance | Nuance | Qualité |
| ---------------- | ---------------- | ------ | -------- | ------------------------ | ------ | ------ | --- |
| 2015             | 2021             | 2015   | 2021     | Françoise Amarger-Brajon |        | PS     | Assistante sociale Adjointe au maire de Mende                                                                                   |
| 2015             | 2021             | 2015   | 2021     | Jean-Claude Moulin       |        | PS     | Ancien kinésithérapeute à l'hôpital de Mende Adjoint au maire de Mende (2008-2015) 3ème Vice-Président du Conseil départemental |
| 2021             | 2028             | 2021   | en cours | Françoise Amarger-Brajon |        | PS     | 3ème adjointe au maire de Mende, 6ème Vice-Présidente du conseil départemental                                                  |
| 2021             | 2028             | 2021   | en cours | François Robin           |        | PS     | 6ème adjoint au maire de Mende                                                                                                  |

### Résultats détaillés

#### Élections de mars 2015
À l'issue du 1er tour des élections départementales de 2015, deux binômes sont en ballottage : Françoise Amarger-Brajon et Jean-Claude Moulin (PS, 48,85 %) et André Corriges et Marisa Dias Da Silva (DVD, 40,82 %). Le taux de participation est de 55,53 % (1 918 votants sur 3 454 inscrits) contre 66,11 % au niveau départemental et 50,17 % au niveau national.
Au second tour, Françoise Amarger-Brajon et Jean-Claude Moulin (PS) sont élus avec 54,83 % des suffrages exprimés et un taux de participation de 58,24 % (1 022 voix pour 2 010 votants et 3 451 inscrits).

#### Élections de juin 2021
Le premier tour des élections départementales de 2021 est marqué par un très faible taux de participation (33,26 % au niveau national). Dans le canton de Mende-2, ce taux de participation est de 38,49 % (1 284 votants sur 3 336 inscrits) contre 48,91 % au niveau départemental. À l'issue de ce premier tour, deux binômes sont en ballottage : Françoise Amarger-Brajon et François Robin (PS, 50,72 %) et Karim Abed et Michelle Jacques (DVG, 21,48 %).
Le second tour des élections est marqué une nouvelle fois par une abstention massive équivalente au premier tour. Les taux de participation sont de 34,36 % au niveau national, 50,49 % dans le département et 38,71 % dans le canton de Mende-2. Françoise Amarger-Brajon et François Robin (PS) sont élus avec 69,22 % des suffrages exprimés (821 voix pour 1 292 votants et 3 338 inscrits),,.

## Composition
| Nom                           | Code Insee | Intercommunalité  | Superficie (km2) | Population (dernière pop. légale)               | Densité (hab./km2) | Modifier                                    |
| ----------------------------- | ---------- | ----------------- | ---------------- | ----------------------------------------------- | ------------------ | ------------------------------------------- |
| Mende (bureau centralisateur) | 48095      | CC Cœur de Lozère | 36,56            | Fraction : 6 150 (2022) Commune : 12 322 (2022) | 337                | modifier les données · modifier les données |
| Canton de Mende-2             | 4810       |                   | 36,56            | 6 150 (2022)                                    | 168                | modifier les données                        |

Le canton de Mende-2 comprend la partie de la commune de Mende non incluse dans le canton de Mende-1, soit celle située au sud du cours du Lot.

## Démographie
En 2022, le canton comptait 6 150 habitants, en évolution de +2,43 % par rapport à 2016 (Lozère : +0,11 %, France hors Mayotte : +2,11 %).
| 2013  | 2018  | 2022  |
| ----- | ----- | ----- |
| 6 126 | 5 938 | 6 150 |